# The King of Fighters Neowave
The King of Fighters Neowave (ou somente "KoF:NW") é um jogo de videogame feito pela SNK Playmore. Foi o primeiro jogo da série The King of Fighters a ser desenvolvido com o hardware Atomiswave (deixando de lado, finalmente, o uso do hardware Neo Geo) e foi desenvolvido exatamente para testar a performance da tal quando usada nos jogos da empresa SNK Playmore.

## Jogabilidade
O jogo conta com a jogabilidade usada desde o KoF '94 ao KoF '98, ignorando sistemas de jogabilidade de jogos após este último, como "Strikers" (primeiramente visto em KoF '99) e tag team (primeiramente visto em KoF 2003).

## Gráficos
A maioria dos sprites usados pelos personagens foram reaproveitados de suas versões em The King of Fighters 2002. Os cenários, por si, retratam outra situação: usam gráficos 3D, similares a versões de console do jogo Capcom vs. SNK 2.
O artwork (portraits, etc.) foi feito por Tomokazu Nakano, conhecido pelo seu trabalho na série Power Instinct.

### Personagens especiais
- Secretos: Orochi Yashiro, Orochi Chris, Orochi Shermie, Vanessa, Kim Kaphwan, Ramon, May Lee (somente na versão do PS2[9]), Angel (somente na versão do PS2[9]), Seth (somente nas versões de consoles), Kusanagi (somente nas versões console Playstation 2 e Xbox), Omega Rugal (somente nas versões console Playstation 2 e Xbox).
- Chefe: Young Geese Howard (versão de Geese de Art of Fighting 2).